# Restaurant und Hotel Ermitage am See

«Seerestaurant Ermitage» mit Garten, Terrassen und zugehörigem Bootssteg im Mai 1954

«Seerestaurant Ermitage» mit Garten, Terrassen und zugehörigem Bootssteg im Mai 1954

«Seerestaurant Ermitage», im Mai 1954 von Westen her aufgenommen

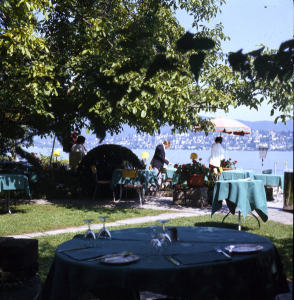
Garten des «Seerestaurant Ermitage», Mitte der 1970er Jahre gegen den Zürichsee hin fotografiert, «ein Garten Eden des 20. Jahrhunderts».

Seerestaurant und Hotel Ermitage (ehemals Seiler’s Ermitage au Lac) war ein Restaurant und 4-Sterne-Hotel unmittelbar am Seeufer in Küsnacht bei Zürich an der Seestrasse 80. Das Restaurant wurde von Eduard Seiler im Frühling 1951 eröffnet, das Hotel im November 1960. Es wurde am 30. September 2005 geschlossen. 2006 wurde die Genehmigung zum Abriss und zur Überbauung mit einer Luxusresidenz erteilt.

## Hotel- und Restaurantunternehmer
Eduard Seiler (1908–1976) war ein Sohn von Hermann Seiler und Enkel von Alexander Seiler dem Älteren. Er wirkte ab Ende der 1920er Jahre in der Geschäftsführung der Hotels der Familie in Zermatt und Gletsch mit. In den 1940er Jahren entstand unter seiner Ägide in der Berner Altstadt an der Amthausgasse 10 das Restaurant «Ermitage». Ende der 1940er Jahre kaufte er in Küsnacht das Seebauernhaus an der Seestrasse 80 samt grossem Garten in der Absicht, hier das «Seerestaurant Ermitage» zu schaffen.

## Architekten
In Küsnacht entstand im Zusammenwirken von Eduard Seiler und Hermann Schneider um 1950 in Anlehnung an den regionalen Heimatstil aus dem Seebauernhaus der Familie Jäggli das «Seerestaurant Ermitage», welches 60 Sitzplätze im Innern, einen Garten mit 80, eine Pergola mit 40 und eine gedeckte Terrasse mit 30 Sitzplätzen aufwies.
Für das Hotel, welches um 1960 entstand, zog Eduard Seiler den Architekten Ralph Peters bei. Im Nordosten an den Hotelbau angrenzend entstand ein Logistrakt im englischen Landhausstil, der 45 Betten in 23 Gästezimmern umfasste.

## Kritik und Anerkennung
Fielding’s Travel Guide to Europe urteilte über das Seerestaurant Mitte der 1950er Jahre: In Zurich, top honors go to Seiler's Ermitage — one of the 2 greatest restaurants of Switzerland. Lovely lakeside country-house situation at Kusnacht-Zurich ...
In ihrer Geburtstagsadresse schrieb die Neue Zürcher Zeitung besonders mit Blick auf das Restaurant und Hotel «Ermitage» in Küsnacht über Eduard Seiler: «Als Glied der berühmten Hoteldynastie hat er auch in der Hotellerie seine grossen Fähigkeiten und reichen Erfahrungen unter Beweis gestellt.» Acht Jahre später war im gleichen Blatt zu lesen: «Stilvoll geführte Betriebe in Gletsch und Küsnacht zeugten von seinem Können.»
Das Restaurant und das Hotel waren in den 1970er Jahren Mitglieder der damals noch sehr kleinen Schweizer Sektion der Vereinigung Relais & Châteaux; Eduard Seiler war deren Vizepräsident.
Die Neue Zürcher Zeitung sah im Ensemble nach Architektur und Lage ein «traumhaft gelegen[es]» «kleines Juwel».
Der Garten des Seerestaurants ist ein Schauplatz im Roman La segunda muerte de Ramón Mercader des spanischen Kulturministers Jorge Semprún: «Sí, ella conocía el Ermitage, era un restaurante muy bueno. Por la noche, bajo los árboles, decía, se podía bailar.»

## «Quinzaine Gastronomique Française»
In Zusammenarbeit mit dem französischen Generalkonsulat bot Eduard Seiler seit den 1950er Jahren im November oder Januar den Gästen Gelegenheit, während zweier Wochen in den Genuss besonderer Speisenfolgen der französischen Spitzenküche zu kommen, die von renommierten französischen Küchenchefs und ihren Brigaden, die in der «Ermitage» zu Gast waren, zubereitet wurden.

## Verkauf des Betriebs durch die Erben Eduard Seilers 1976
Die Erben Eduard Seilers entschieden sich im Herbst 1976, das Restaurant und Hotel zu veräussern. Die massgeblichen Gründe waren folgende: Erstens die baurechtlich bedingte Beschränkung der Erweiterbarkeit des Hoteltraktes und der Sitzplätze in den Restaurantinnenräumen; dies wurde bereits von Eduard Seiler als in Zukunft (in Anbetracht der im Gastgewerbe in den 1970er Jahren allgemein rasch zunehmenden Festkosten) sich zuspitzendes betriebswirtschaftliches Problem erkannt. Ein zweiter Grund war der damals geplante Ausbau des Uferweges unmittelbar vor dem Hotel und Restaurant. Ein dritter war der jähe Unfalltod Eduard Seilers.

## Übernahme durch eine deutsche Unternehmerfamilie und Schliessung 2005
Im Jahre 2004 übernahm die Familie Karl-Erivan Haub den Betrieb ganz. Im folgenden Jahr teilte der Verwaltungsrat mit, man habe einsehen müssen, dass der Betrieb trotz exklusiver Lage nicht mehr rentabel betrieben werden könne, und sich deshalb für eine Schliessung und einen Verkauf entschieden. Auf dem Grundstück wurden in der Folge Häuser mit Eigentumswohnungen erstellt.